# Neues Preussisches Adels-Lexicon
Neues Preussisches Adels-Lexicon est un ouvrage de référence sur la noblesse prussienne est publié entre 1836 et 1843. Il est « édité par une association d'érudits et d'amis de l'histoire patriotique sous la direction du baron L. v. Zedlitz-Neukirch » à Berlin et connaît une nouvelle édition dès 1842. Un an plus tard, il est complété par un "deuxième supplément".
L'ouvrage contient des aperçus de :
- l'histoire de la noblesse et de ses droits
- les domaines situés sur le territoire prussien et leurs droits
- les propriétaires des souverains du domaine libre et les dirigeants minoritaires de Silésie, de Saxe et de Basse-Lusace
- la cour et les offices héréditaires du royaume de Prusse et de ses provinces
- la situation de la noblesse et son existence dans les différentes provinces
- les donateurs et les monastères pour les filles de la noblesse prussienne et leur occupation en 1835.

## Tomes individuels
- Neues Prussian Adels-Lexicon ou nouvelles généalogiques et diplomatiques des maisons princières, comtales, baronniales et nobles résidant dans la monarchie prussienne ou liées à celle-ci, avec l'indication de leur descendance, de leurs possessions, de leurs armoiries et du personnel civil et militaire, héros, savants et artistes ; édité par une association de savants et d'amis de l'histoire patriotique sous la direction du baron L. v. Zedlitz-Neukirch. Verlag Gebrüder Reichenbach, Leipzig 1836-1843 :
  - Tome 1 : AD. Leipzig 1836 ( Digitalisat  ).
  - Tome 2 : E-H. Leipzig 1836 ( Digitalisat  ).
  - Tome 3 : I-O. Leipzig 1837 ( Digitalisat  ).
  - Tome 4 : P-Z. Leipzig 1837 ( Digitalisat  ).
  - Tome 5 : Supplément tome. Leipzig 1839 ( Digitalisat  ).
  - 2. Édition, Leipzig 1842, tome 1 : AD. Tome 2 : E-H. Tome 3 : I-O. Tome 4 : P-Z.
  - Deuxième supplément aux première et deuxième éditions. Contenant des corrections et des suppléments depuis 1839. En plus d'une annexe sur le statut des Dom-Collegiat- et Fräulein-Stifts, ainsi que sur les augmentations de statut et les attributions de commandes ces derniers temps. Leipzig 1843 ( Digitalisat  ).